# Phycus quatiens
Phycus quatiens är en tvåvingeart som först beskrevs av White 1915.  Phycus quatiens ingår i släktet Phycus och familjen stilettflugor. Inga underarter finns listade i Catalogue of Life.